# Arme Ritter

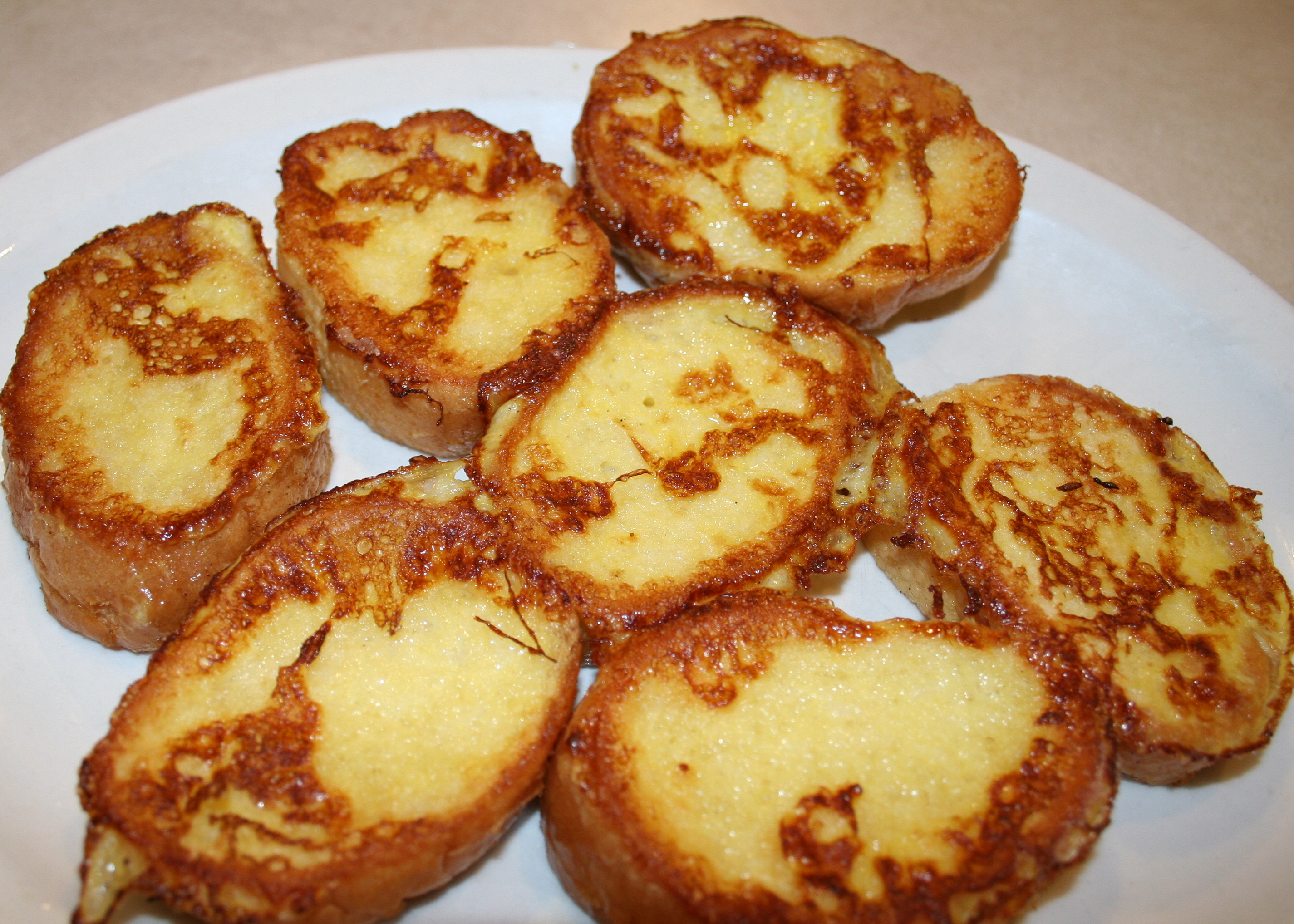
Arme Ritter aus Baguettescheiben

Arme Ritter sind eine einfache Speise aus altbackenen Brötchen oder Weißbrotscheiben. Weitere, teils regionale Bezeichnungen sind: Rostige Ritter, Semmelschnitten, Semmelnudeln, Semmelschmarrn, Weckzämmädä, Kartäuserklöße, Weckschnitten, Gebackener Weck, Bavesen, Pofesen, Blinder Fisch (mit Zwieback) sowie in der Deutschschweiz, im Elsass und in Südbaden Fotzelschnitten.

## Geschichte
In Fett gebackene Brotstücke waren in ähnlicher Form schon im Römischen Reich bekannt. Im römischen Kochbuch De re coquinaria befindet sich dieses Rezept in lateinischer Sprache: Aliter dulcia: siligineos rasos frangis, et buccellas maiores facies. In lacte infundis, frigis et in oleo, mel superfundis et inferes (deutsch „Eine andere Süßspeise: Du zerbrichst abgeschabte Siligenen (Winterweizengebäcke) und machst größere Stückchen. Du tauchst (sie) in Milch und röstest in Öl, gießt Honig darüber und bringst dar.“).

### Arme Ritter
Das älteste schriftlich übermittelte deutschsprachige Rezept für Arme Ritter steht bereits in dem Buch von guter Speise aus dem 14. Jahrhundert, das im Deutschen Wörterbuch der Brüder Grimm zitiert wird: „snit denne aht snitten arme ritter und backe die in smalze niht zu trüge.“
Deutsche Schriften aus dem Jahr 1572 bzw. Kochbücher von 1598 erwähnen die gebackenen Armen Ritter so, wie sie heute noch zubereitet werden. In einem deutschen Kochbuch von 1606 werden sie Gueldene Schnitten und Guldenschnitten genannt. Valerius Herberger nennt schon im Jahr 1601 Arme Ritter redensartlich: „arme Ritter backen und Kümmerling schmelzen“ (siehe Magnalia Dei, oder die großen Thaten Gottes).

### Pofesen

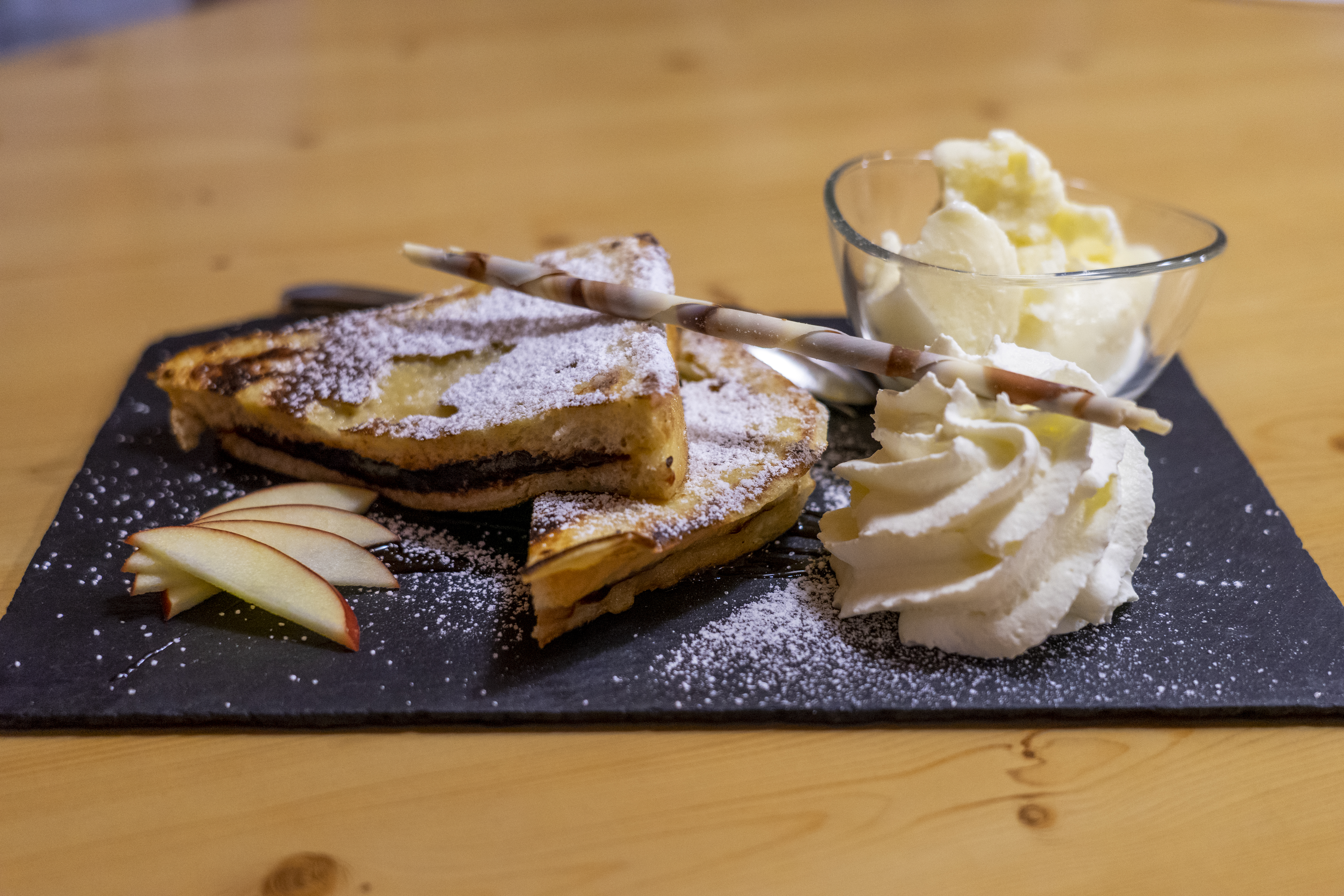
Pofesen mit Powidl

Der Name Pofese kommt wohl von pavese, der Form der Ritterschilde aus Pavia. In der mittelalterlichen Versnovelle Meier Helmbrecht (Mitte des 13. Jh.) werden sie noch mit dem Namen Klammer erwähnt, und dass sie jedermann für eine Herrenspeise halte:

„datz Ôsterrîche clamirre,
ist ez jener, ist ez dirre,
der tumbe und der wîse
hant ez dâ für herren spîse.“

## Zubereitung

Fotzelschnitten auf einem Verkaufsschild

Zur Zubereitung werden die halbierten, selten auch entrindeten, Brötchen oder Weißbrotscheiben in einer Mischung aus Milch oder Rahm mit Eiern, Zucker, Vanille und Salz eingeweicht und anschließend in Butterschmalz oder anderem Fett gebraten. Je nach Rezept und Region wird zwischen zwei Brotscheiben Pflaumenmus oder Konfitüre gegeben, was aus den Armen Rittern Reiche Ritter macht, oder das eingeweichte Brot wird vor dem Herausbacken in Paniermehl gewälzt. Serviert werden sie mit Puderzucker, Ahornsirup oder einer Mischung aus Zimt und Zucker sowie Vanillesauce.

## International

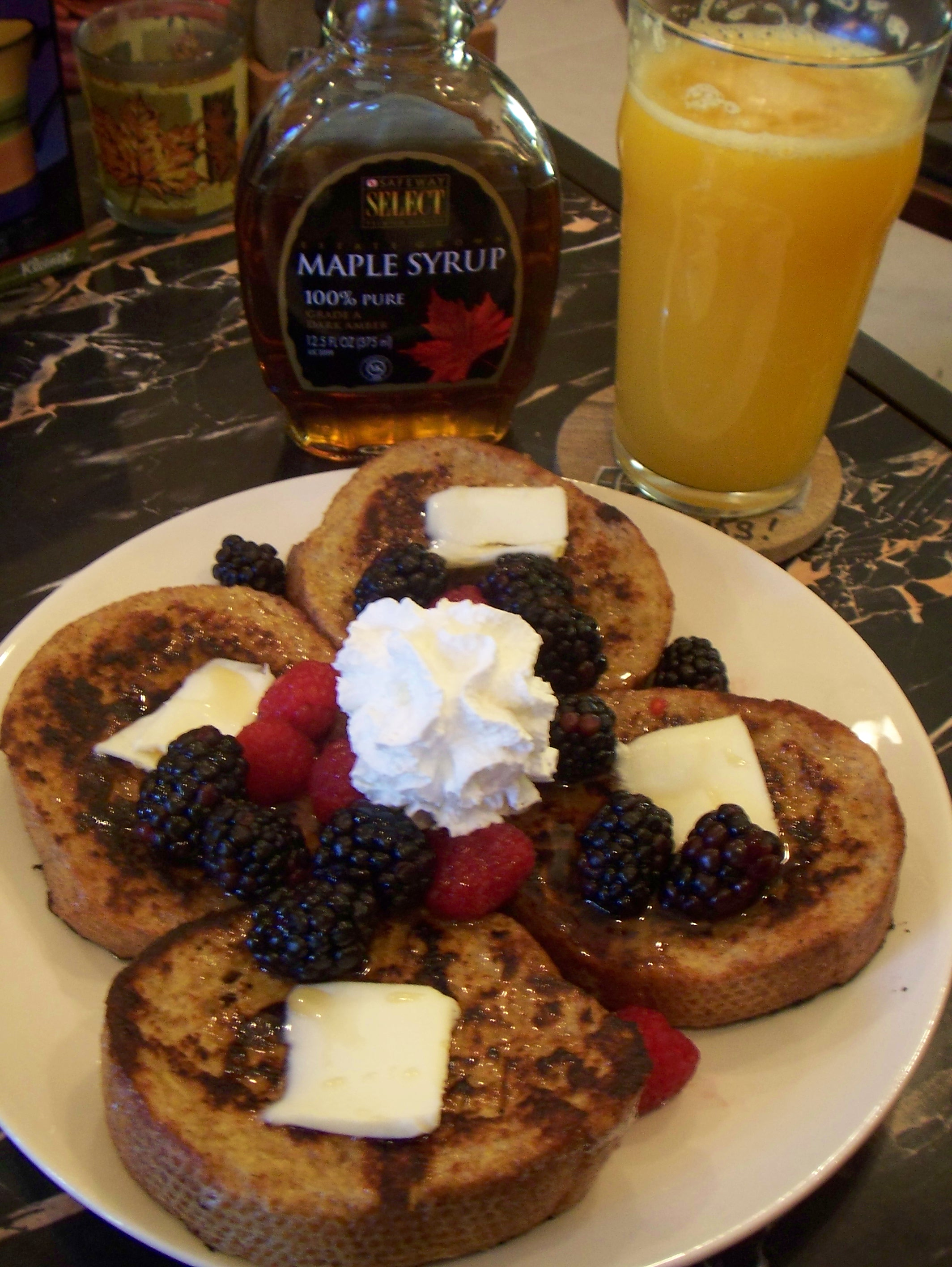
Nordamerikanischer French Toast mit Früchten, Butter und Schlagsahne, serviert mit Ahornsirup

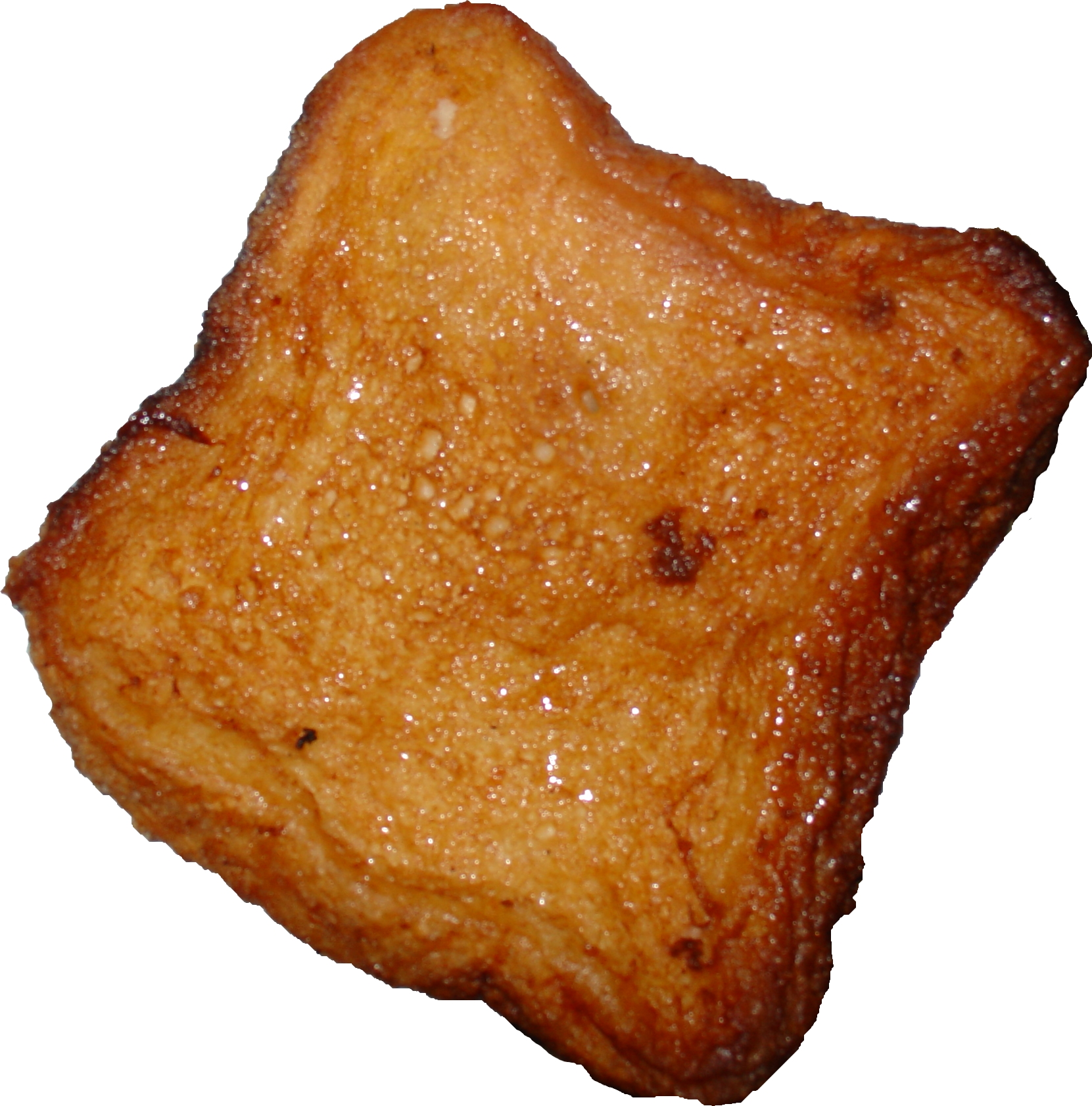
Spanische Torrija

Ähnliche, oft auch pikante, Gerichte sind in vielen Ländern bekannt, so zum Beispiel in England (Poor Knights of Windsor, siehe englisches Frühstück), den USA und Kanada (French Toast, früher auch German Toast, in Québec pain doré), Frankreich (pain perdu), Russland (grenki), Serbien, Kroatien und Bosnien-Herzegowina (prženice, прженице), Spanien (torrijas), Albanien und dem Kosovo (bukë me vezë), Finnland (köyhät ritarit), Ungarn (bundás kenyér), der Türkei (ekmek balığı), Belgien (verloren brood) und den Niederlanden (wentelteefje). In Altbayern und Österreich – gefüllt mit Zwetschgen, Powidl oder auch Hirn – heißen sie Pavesen (mundartlich Bavesen, Bovesen).
Als rabanadas sind sie in Portugal ein traditionelles Gebäck zu den Weihnachtstagen, das entweder in einer Mischung aus Ei und Milch oder in Wein, Tee oder Wasser getunkt wird. Die rabanadas werden nach dem Frittieren mit Zimt und Zucker bestreut oder mit einer Sauce aus Zucker, Zimt, Wasser und Portwein begossen.
In Spanien sind die torrijas – vor allem aufgrund ihres hohen Sättigungswertes – eine traditionelle Süßspeise der Fastenzeit. Die altbackenen Brotscheiben werden zunächst in mit Zucker gesüßter und mit Zimt aromatisierter Milch eingeweicht, danach in leicht geschlagenem Ei gewendet und schließlich in einer Pfanne gebraten. Zum Schluss werden sie in Weißwein, einem süßen Wein oder Likör getränkt und mit einer Mischung aus Wasser und Honig beträufelt.
In den USA und Kanada gehört French Toast zu den gängigen Bestandteilen eines ausgedehnten Frühstücks. Üblicherweise wird er mit Butter und Ahornsirup serviert.
In Ungarn heißt diese Speise Bundáskenyér („Brot in Pelz“) und wird meistens gesalzen gegessen, allein mit Tee zum Frühstück oder als Beilage zu Gemüse wie z. B. Spinat.

## Varianten
Zu den verwandten Gerichten gehören auch der als Auflauf gebackene, vor allem in Österreich und dem südlichen Bayern bekannte Scheiterhaufen und der im Südwesten Deutschlands sogenannte Ofenschlupfer. Ähnlich kann das Gericht als Semmelauflauf beispielsweise mit geriebener Zitronenschale, Vanille und Rosinen in einer Auflaufform, bedeckt mit geriebenen Semmeln, Zimt, Zucker und Butterflocken, gebacken werden; der gebackene, in Scheiben geschnittene Auflauf kann in Butter gebraten und mit Kompott oder Saft serviert werden.
Weitere Varianten sind die versoffene Jungfrau, bei der die Milch durch gewürzten Rotwein ersetzt wird, oder der eher deftig zubereitete blinde Fisch.

## Sonstiges
Die vor der Küste von Neuseelands Nordinsel gelegenen Poor Knights Islands (englisch für etwa Arme-Ritter-Inseln) wurden möglicherweise nach der gleichnamigen Speise benannt, die zu der Zeit ihrer Entdeckung (1769) durch die Europäer sehr beliebt war.